# Liensfeld
Liensfeld ist ein Ortsteil der Gemeinde Bosau im Kreis Ostholstein in Schleswig-Holstein.
Liensfeld ist ein Reihendorf mit etwa 250 Einwohnern, besteht aus sieben Bauernhöfen und diversen Ein- und Mehrfamilienhäusern und ist mit einigen kleineren Teichen in leicht hügeliger Landschaft gelegen. Es sind rund zehn Gewerbe angemeldet. Als Bachlauf vorhanden ist die Klintaue. Leicht östlich des Dorfes liegt der unter Naturschutz stehende Rastlebener See. Der Name des Sees erinnert an den Hof Rastleben, den sich der Eutiner Regierungspräsident Otto Christian Coch in den 1720er Jahren erbaute. Nach Cochs Tod wurde der Hof verpachtet, die Gebäude 1770 abgebrochen bis auf ein Torhaus, das 1856 noch stand.
Ein weiterer Ortsteil in Richtung Klenzau ist Windberg. In Dorfmitte gelegen ist das Feuerwehrhaus der Freiwilligen Feuerwehr Liensfeld-Kiekbusch, das gleichzeitig als Dorfgemeinschaftshaus mit regen Vereins- und sonstigen sozialen Aktivitäten genutzt wird.
Es werden jeweils ein Dorfvorsteher und zwei Stellvertreter gewählt.
Die erstmalige Erwähnung des Dorfes erfolgte laut Landesarchiv Schleswig im Jahr 1215 (urspr. Mellinesfelde, später Linsvelt). Unwahrscheinlich ist die Ableitung vom Prediger Vizelin. 2015 wurde das 800-jährige Gründungsjubiläum gefeiert. Die Gründung der Freiwilligen Feuerwehr erfolgte 1910.
Bekanntester Liensfelder ist der Bauernsohn Hans-Heinrich Sievert.